# Aphos porosus
Aphos porosus е вид лъчеперка от семейство Batrachoididae. Видът е незастрашен от изчезване.

## Разпространение и местообитание
Разпространен е в Еквадор, Перу и Чили.
Среща се на дълбочина от 11 до 120 m, при температура на водата от 14,8 до 16,5 °C и соленост 34,9 – 35 ‰.

## Описание
На дължина достигат до 28 cm, а теглото им е максимум 265 g.